# Эль-Контадеро
Эль-Контадеро (исп. El Contadero) — населённый пункт в Мексике, входит в штат Наярит. Население 197 человек.